# 大眼短吻獅子魚
大眼短吻獅子鱼，为輻鰭魚綱鮋形目杜父魚亞目狮子鱼科的其中一種。分布於東北大西洋區的巴倫支海海域。頭大，體側扁，體粉紅色，腹部銀白色，背鰭軟條53至56枚；臀鰭軟條48至51枚；脊椎骨59至62個，體長可達10.9公分，屬深海魚類，棲息在水深260至275公尺的水域，生活習性不明。